# Koło samonastawne

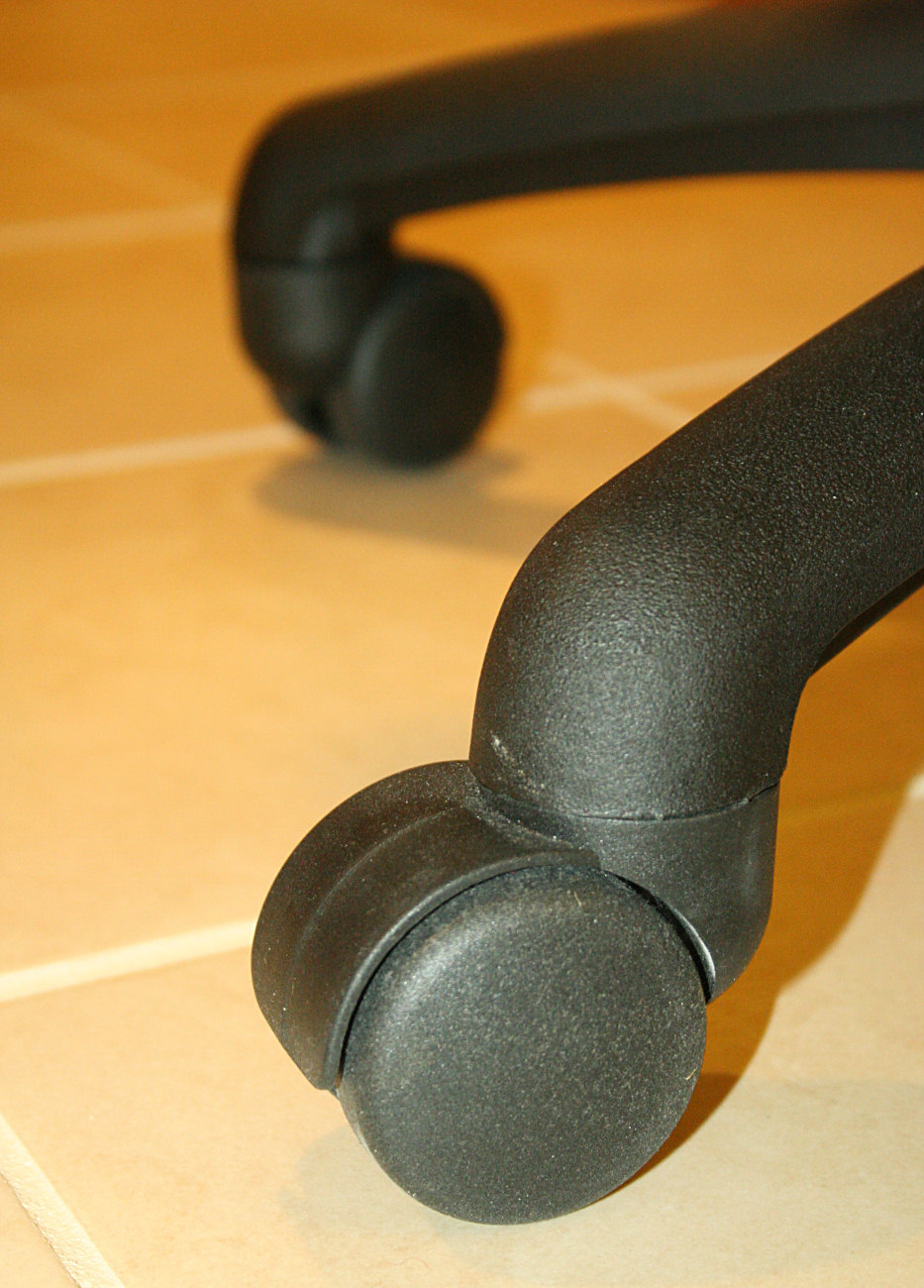
Koło samonastawne w krześle biurowym

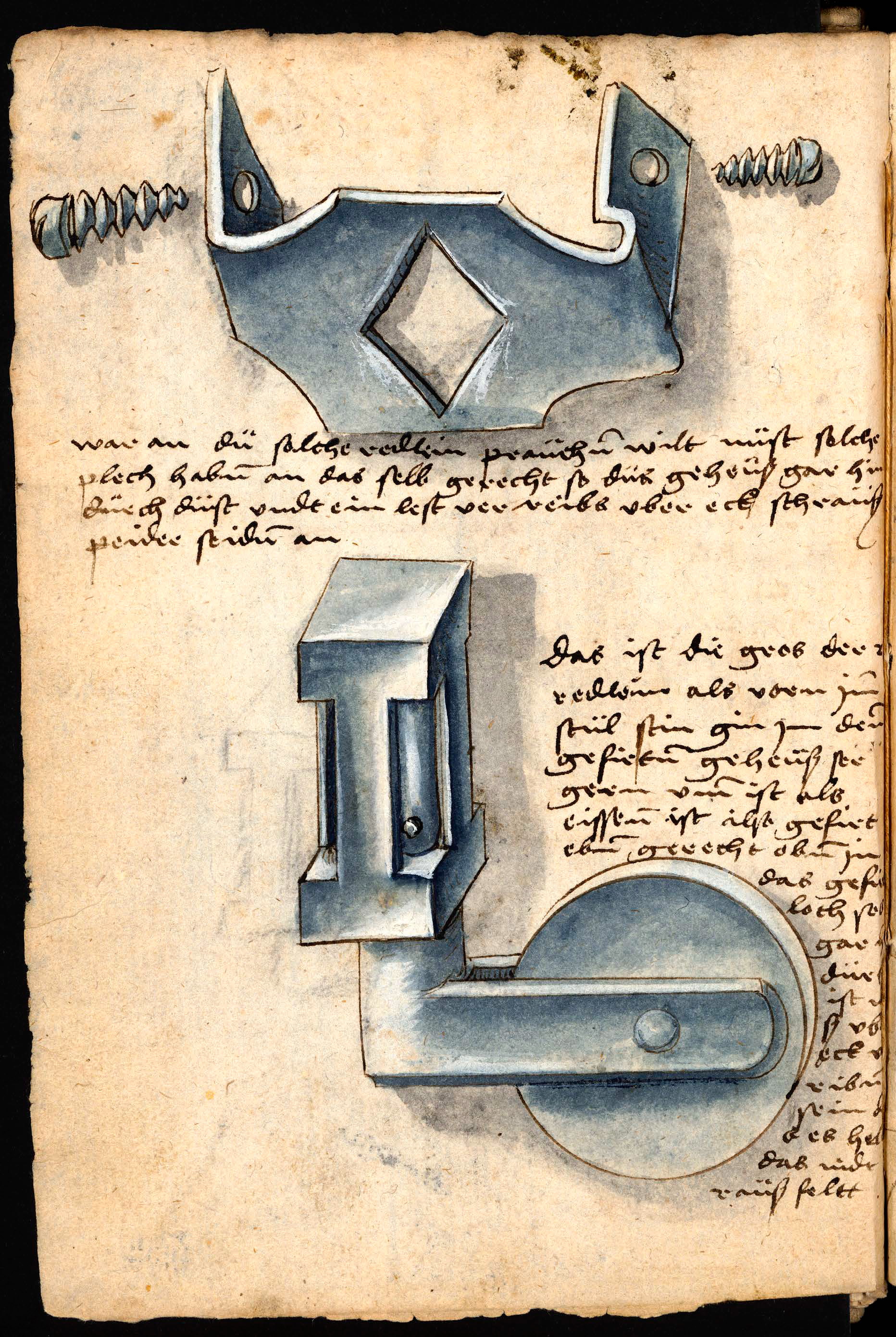
Odcisk palca świecącego z Codex Löffelholz, Norymberga 1505

Koło samonastawne (błędnie nazywane kołem kastora) – rodzaj koła zamocowanego na trzpieniu, w taki sposób, że koła samoczynnie nastawiają się na kierunek, z którego działa siła. Stosowane powszechnie w obrotowych krzesłach biurowych i w wózkach sklepowych oraz robotach. Znane już w starożytności - wykorzystano je przy budowie helepolis.
Podstawą działania jest łożyskowanie trzpienia umiejscowionego w taki sposób, że jego przedłużenie nie przechodzi przez punkt styku koła z podłożem.